# Walentina Maksimowa
Walentina Michajłowna Maksimowa, ros. Валентина Михайловна Максимова (ur. 21 maja 1937 w Tule) – radziecka kolarka torowa, czterokrotna medalistka mistrzostw świata.

## Kariera
Pierwszy sukces w karierze Walentina Maksimowa osiągnęła w 1958 roku, kiedy na mistrzostwach świata w Paryżu zdobyła srebrny medal w sprincie indywidualnym. W zawodach tych wyprzedziła ją jedynie jej rodaczka Galina Jermołajewa, a trzecie miejsce wywalczyła Brytyjka Jean Dunn. Tak sam skład miało podium w tej konkurencji na trzech kolejnych mistrzostwach: MŚ w Amsterdamie (1959), MŚ w Lipsku (1960) oraz MŚ w Zurychu (1961). Wielokrotnie zdobywała medale torowych mistrzostw ZSRR, w tym w latach 1953-1955 zwyciężała w sprincie, w latach 1953-1954 w indywidualnym wyścigu na dochodzenie, w 1954 i 1955 w wyścigu na 500 metrów, a w 1955 roku była najlepsza w drużynowym wyścigu na dochodzeni,. Nigdy nie wystartowała na igrzyskach olimpijskich (kobiety zaczęły rywalizację olimpijską w kolarstwie w 1984 roku)..